# IMAM Ro.41

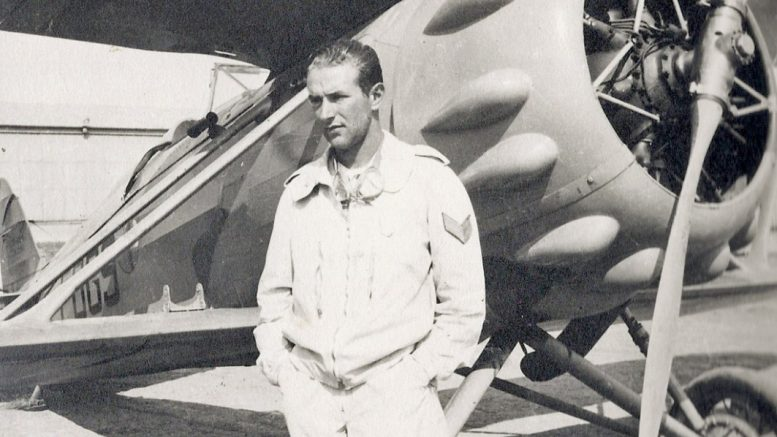
Particolare del Ro.41 con il sergente MOVM Luigi Gorrini

L'IMAM Ro.41 era un caccia monomotore biplano prodotto dall'azienda italiana Industrie Meccaniche Aeronautiche Meridionali Spa negli anni trenta ed utilizzato principalmente dalla Regia Aeronautica dal 1935 nel ruolo di addestratore nelle proprie scuole di volo.

## Storia del progetto

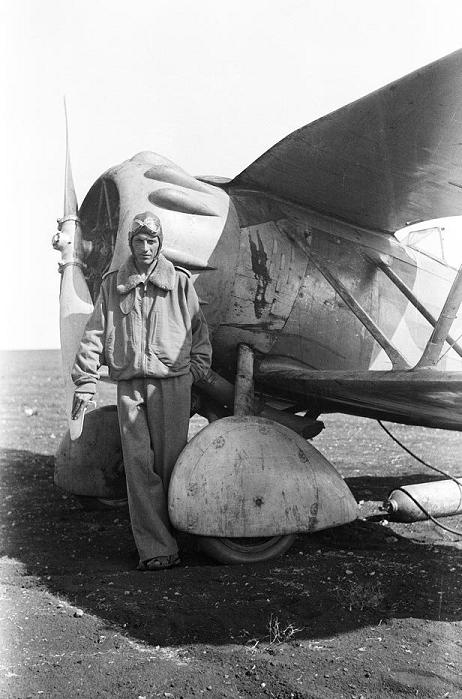
Il muso di un Ro.41 durante una prova dei consumi ripreso ad Augusta il 9 maggio 1937 con il pilota Sergente Maggiore Mario Rugi

All'inizio degli anni trenta il Ministero dell'aeronautica si trovò nell'esigenza di rinnovare la flotta di caccia in dotazione alla Regia Aeronautica, basati fino ad all'ora sui Fiat C.R.20 che stavano per giungere alla fine della loro carriera operativa. La IMAM, società appena acquisita dalla Società Italiana Ernesto Breda, affidò il compito di disegnare un velivolo che potesse rispondere alla richiesta all'ingegnere Giovanni Galasso, il quale, con l'aiuto dell'Ing. Pietro Callerio, del P.I. Otello Bucarelli e del P.A. Arturo Ferrara, progettò un biplano leggero monoposto caratterizzato dall'ala superiore con configurazione a gabbiano, il Ro.41.
Il prototipo, equipaggiato con un motore Piaggio P.VII, venne portato in volo per la prima volta dal pilota Nicolò Lana il 16 giugno 1934 dalla pista dell'aeroporto di Napoli-Capodichino il quale attestò le buone caratteristiche di base del velivolo, apprezzandone l'agilità e la velocità di salita. Al primo prototipo ne seguì un secondo, MM.281, che venne testato il 31 gennaio 1935 davanti alla commissione esaminatrice della Regia Aeronautica e che venne preso in carico dalla stessa alla fine delle prove.
Il terzo prototipo venne realizzato nei mesi successivi ed equipaggiato con un motore Piaggio P.VII C.45 dotato di compressore a due stadi e capace di erogare una potenza pari a 390 CV alla quota di 4 000 m. Quest'ultimo rappresentava lo sviluppo definitivo e presentato per l'ultima valutazione la commissione ritenne il progetto maturo per la produzione in serie. Il Ministero emanò quindi un ordine per l'iniziale fornitura di 50 esemplari (MM.2907-2956), il primo dei quali venne assegnato ai reparti operativi entro la fine dell'anno.
Al momento dell'entrata in produzione però il Ministero aveva già espresso il parere che il nuovo Fiat C.R.32 fosse più adatto a ricoprire il ruolo del predecessore, comunque riconoscendo la bontà del progetto presentato dall'azienda napoletana ritenne di riassegnare il ruolo del Ro.41 a quello di addestratore da utilizzare nelle proprie scuole di volo di 1° periodo, affiancando e gradatamente sostituendo gli oramai superati Breda Ba.25, e per l'allenamento acrobatico.
Nel 1937 all'originario monoposto venne affiancata anche la versione biposto, più adatta alla formazione dei piloti. Esteticamente identica alla prima a parte la presenza del secondo abitacolo risultava anche leggermente più lunga di 90 cm.
Prodotto principalmente negli stabilimenti napoletani della IMAM, fu costruito su licenza anche dalla Agusta, che continuò a produrli anche nel dopoguerra, e dalla AVIS di Cameri. Gli esemplari totali, realizzati nei tre stabilimenti nel periodo 1935-1949, alla fine risultano 743, tra i quali 510 monoposto e 233 biposto.

## Impiego operativo

### Italia
Allo scoppio della seconda guerra mondiale, la Regia Aeronautica lo aveva principalmente già relegato al ruolo di addestratore nelle scuole di volo italiane ma le esigenze belliche ne reintegrarono l'originario ruolo di caccia. Assegnato in pochi esemplari al 50º Stormo basato a Tobruk, operò nel teatro nordafricano dal luglio 1939 essenzialmente per sopperire alla mancanza di velivoli più efficienti costretti a terra per manutenzione. In quelle poche occasioni venne utilizzato in missioni di protezione ai centri abitati ed aeroporti, trovandosi a sostenere qualche sporadico combattimento.
Al termine del conflitto i velivoli sopravvissuti vennero utilizzati nelle scuole di volo della rifondata Aeronautica Militare fino alla fine della loro vita operativa.

### Spagna
Il Ro.41 venne inizialmente impiegato nel ruolo di caccia durante la guerra di Spagna dai volontari italiani arruolatisi nell'Aviazione Legionaria a supporto delle forze franchiste. Alcuni degli esemplari vennero impiegati nelle scuole di caccia spagnole dal 1937 e rimasero a fianco della neocostituita Aviación Nacional fino alla fine del conflitto. Con la fine delle ostilità e la fondazione dell'Ejército del Aire, il Ro.41 finì la sua carriera operativa con i colori ispanici nel 1950.

## Versioni
Ro.41
versione da caccia monoposto affiancata successivamente dalla versione biposto da addestramento.
Ro.41bis
versione monoposto da caccia caratterizzata dalla minore apertura alare, realizzata in un unico esemplare.

## Utilizzatori

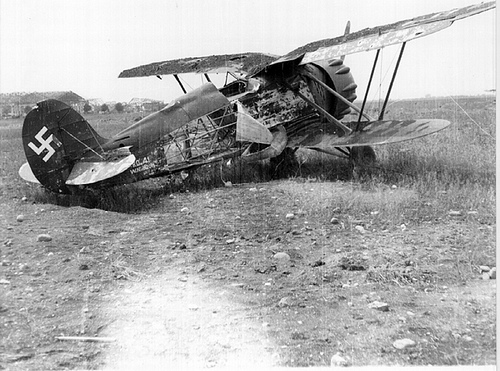
Un Ro.41 con insegne Luftwaffe dopo un bombardamento, Torretta, 1944.

Germania
- Luftwaffe

 Italia
- Regia Aeronautica
  - Aviazione Legionaria

 Italia
- Aeronautica Militare

 Repubblica Sociale Italiana
- Aviazione Nazionale Repubblicana

operò con qualche esemplare dopo l'armistizio di Cassibile.
 Spagna
- Aviación Nacional

 Spagna
- Ejército del Aire

## Esemplari attualmente esistenti
Benché fosse stato prodotto in un consistente numero di esemplari nessuno di questi è giunto completo ai giorni nostri. Tuttavia esistono due progetti che hanno la finalità di esporre un Ro.41 in una struttura museale.
In Italia, il Museo storico dell'Aeronautica Militare, già in possesso di alcune parti originali, ha avviato una collaborazione con la sezione romana del GAVS per il riassemblaggio e la ricostruzione delle parti mancanti del Ro.41, il quale è per ora esposto parzialmente ricostruito presso la propria struttura.
Parallelamente in Spagna è in corso la realizzazione di una replica.

## Il Ro.41 nei media
Il Ro.41 è protagonista per qualche sequenza nel film I 3 aquilotti del 1942, interpretato tra gli altri da un Alberto Sordi alle prese con le prime esperienze cinematografiche, dove si vede impegnato in alcuni duri atterraggi da parte dei piloti.